# Piyaz
Piyaz (en turco: piyaz, procedente del persa پیاز piyâz "cebolla") es un plato típico de la cocina turca que se suele servir como una ensalada o meze elaborado de cualquier disposición de judía acompañada de diversas verduras finamente picadas. Opcionalmente también se puede añadir un huevo cocido duro.

## Características
Los ingredientes comunes suelen ser las cebollas, perejil y sumac. En Antalya provincia de Turquía se suele preparar de forma diferente que en otras regiones, empleándose una salsa tarator a base de tahini. En Antalya, el piyaz no se considera una ensalada sino un plato principal.
En las provincias como en la provincia de Aladana el piyaz no es considerado como una ensalada, la palabra piyaz se emplea para elaborar un plato de cebollas y sumac. Durante el Imperio Otomano el piyaz fue elaborado a base de alcachofas, guisantes, garbanzos. Este plato fue introducido en Turquía durante la última parte del siglo XIX.[cita requerida]
También hay versiones de piyaz hechas con otros frijoles. El piyaz de frijol mungo (maş piyazı) es famoso en Gaziantep y, al igual que el piyaz de Antalya, está registrado en la Oficina de Patentes y Marcas de Turquía. Se elabora combinando frijoles mungo hervidos con cebolla, perejil, hojuelas de pimiento rojo, aceite de oliva, sal y almíbar de granada, coronado con nueces. Se puede decorar con hojuelas de pimiento rojo y semillas de granada. En lugar de jarabe de granada, se puede utilizar jarabe de uva o jugo de limón.
El piyaz también se puede hacer con garbanzos (nohut piyazı) y lentejas verdes (mercimek piyazı).